# Topografische aanduidingen in gebruik bij de Khmer
In het Khmer-rijk en de rijken ervoor en erna, zoals Funan en Chenla, waren verschillende topografische aanduidingen in gebruik voor steden en streken. Voor zover bekend hier een overzicht:
- Angkor : Zie Angkor
- Banteay : Zie Banteay
- Baray : Een reservoir
- Khlaeng : Een monument, letterlijk emporium. De reden voor toekenning van deze titel is onbekend.
- Mebon : Een wat (tempel) op een eiland.
- Phnom : Zie Phnom
- Praman : Een administratieve eenheid of gebied onder het bestuur van de koning.
- Sruk : Een bestuurlijke onderverdeling, waarschijnlijk ongeveer ter grootte van een dorp.
- Tanub : Een dijk
- Visaya : Een bestuurlijke onderverdeling